# ماویه باردانزلو
ماویه باردانزلو (ایتالیایی: Mavie Bardanzellu؛ ‏ ۶ آوریل ۱۹۳۸ – ۵ فوریهٔ ۲۰۲۲) بازیگر و خواننده اهل ایتالیا بود.
از فیلم‌هایی که وی در آن‌ها نقش داشته است، می‌توان به خانواده به سبک ایتالیایی اشاره نمود.